# ルシール・ジケル
ルシール・ジケル（Lucille Gicquel, 1997年11月13日 - ）は、フランスの女子バレーボール選手。フランス代表。

## 来歴
レンヌ出身。ダンス、体操、ハンドボールを経験した後、12歳のときにバレーボールを始めた。

### クラブチーム
2013年、15歳のときにFrance Avenir 2024へ入団しバレーボール選手としてのキャリアをスタートさせる。その後、17歳のときにフランスの強豪RCカンヌと契約し、2015/16シーズンから2017/18シーズンにかけて3年間プレーした。この間、フランス国内リーグで2度の準優勝、フランスカップ制覇を経験した。2018年、VBナントへ移籍し、2018/19シーズンのフランスリーグで準優勝となった。2020/21シーズンはイタリアの強豪イモコ・コネリアーノでプレーし、イタリアセリエA1リーグ、イタリアカップ、欧州チャンピオンズリーグで優勝を果たした。2021/22シーズンよりクーネオ・グランダ・バレーと契約し、2年間プレーした。2023/24シーズンはトルコリーグのニルフェル・ベレディイェスポルへ移籍した。2025年7月、SVリーグの東レアローズ滋賀入団が発表された。

### 代表チーム
アンダーカテゴリーの代表として2013年のU-18欧州選手権で4位となった。2017年、シニアのフランス代表に初選出された。同年のワールドグランプリに出場した。2019年、2021年の欧州選手権ではエースとして活躍した。2022年、ヨーロッパリーグで金メダルを獲得し、自身もMVP、ベストスコアラー賞を受賞した。同年のチャレンジャーカップに出場した。

## 人物
父は走り高跳びの選手でフランスの室内記録保持者であるジャン＝シャルル・ジケル。兄と姉も走り高跳び選手であり、兄のクレマンはU-23フランス王者、姉のソレーヌは2023年世界選手権に出場している。

## 球歴
- 欧州選手権 - 2019年、2021年、2023年
- チャレンジャーカップ - 2023年
- ワールドグランプリ - 2017年

## 受賞歴
- 2022年 - ヨーロッパリーグ MVP、ベストスコアラー賞

## 所属クラブ
- France Avenir 2024（2013-2015年）
- RCカンヌ（2015-2018年）
- VBナント（2018-2020年）
- イモコ・コネリアーノ（2020-2021年）
- クーネオ・グランダ・バレー（2021-2023年）
- ニルフェル・ベレディイェスポル（2023-2024年）
- キエーリ'76（2024-2025年）
- 東レアローズ滋賀（2025年-）